# Позиционный район

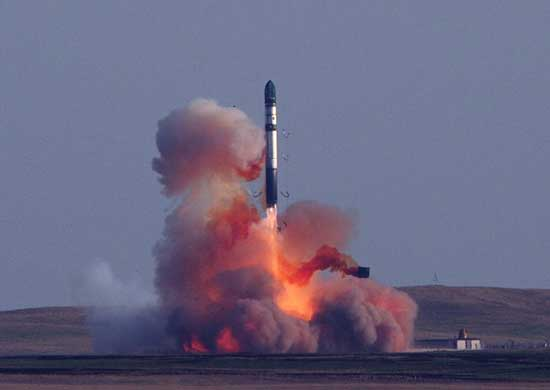
Пуск ракеты РС-20Б из позиционного района
(Оренбургская область, август 2013)

Позиционный район — участок местности, предназначенный для развёртывания артиллерийских, ракетных и миномётных частей в боевой порядок и оборудованный стартовыми позициями, огневыми позициями, командными пунктами, путями для маневрирования и другой инфраструктурой.
Позиционный район организуется в целях обеспечения скрытности расположения артиллерийских, миномётных и ракетных частей и защиты их от оружия массового поражения. Как правило, положение позиционного района огневых средств указывается общевойсковым командующим или старшим артиллерийским командиром при постановке боевых задач. Оснащение и расположение позиционного района должно максимальным образом способствовать войскам выполнению поставленной задачи и иметь удобные транспортные пути движения.